# Kuffern
Kuffern ist eine Ortschaft und eine Katastralgemeinde der Gemeinde Statzendorf im Bezirk St. Pölten in Niederösterreich. Die Ortschaft hat 340 Einwohner (Stand 1. Jänner 2024).

## Geografie
Das Dorf befindet sich nördlich von Statzendorf und ist über die Landesstraßen L5015 erreichbar. Im Ort führt die und L5037 über die Kapelle und das Gasthaus Maria Ellend, von wo man die gesamte Gegend überblicken kann, nach Höbenbach. Im Süden befindet sich die Lage Silbergrube, ein ehemaliges Silberbergwerk, das heute vom Modellfliegerclub Silbergrube genutzt wird.

## Geschichte
Funde in einer Schottergrube belegen bereits für das 5. Jahrhundert v. Chr. eine Ansiedlung. Die Situla von Kuffern war Beigabe in der Grablege eines Kriegers.
Laut Adressbuch von Österreich waren im Jahr 1938 in Kuffern ein Gastwirt, zwei Gemischtwarenhändler, ein Landesproduktehändler, ein Schmied, ein Schneider, ein Schuster und mehrere Landwirte ansässig.

## Sehenswürdigkeiten
Die Situla von Kuffern ist ein kleiner Bronzeblecheimer mit figuralen Verzierungen. Eine Szene zeigt einen sitzenden Mann mit einer Trinkschale, daneben zwei Diener mit Gefäßen und einem Gestell mit Eimern. Die Situla befindet sich im Naturhistorischen Museum.

## Persönlichkeiten
- Hans Weinhengst (1904–1945), Autor, Übersetzer, Esperantist und Widerstandskämpfer